# Back to Avalon
Back to Avalon è un album di Kenny Loggins, pubblicato dall'etichetta discografica CBS Records nel 1988.

## Tracce
1. Nobody's Fool (theme from Caddyshack II) – 4:17 (Kenny Loggins, Michael Towers)
2. I'm Gonna Miss You – 4:23 (Jeff Pescetto, Pam Reswick, Steve Werfel)
3. Tell Her – 3:36 (B. Russell, Bert Russell)
4. One Woman – 4:07 (John Lang, Kenny Loggins, Michael McDonald, Richard Page)
5. Back to Avalon – 5:40 (Nathan East, Kenny Loggins, Peter Wolf)
6. She's Dangerous – 5:17 (Kenny Loggins, Michael McDonald)
7. True Confessions – 3:46 (Martin Briley, Richard Feldman)
8. Hope for the Runaway – 4:25 (Patrick Leonard, Kenny Loggins, Michael Towers)
9. Isabella's Eyes – 4:46 (Keith Diamond, Kenny Loggins)
10. Blue on Blue – 3:53 (Robert Irving, Kenny Loggins, Michael Towers)
11. Meet Me Half Way – 3:40 (Giorgio Moroder, Tom Whitlock)